# Mileva Marić
Mileva Marić (cyr. Милева Марић ur. 19 grudnia 1875 w Titelu, zm. 4 sierpnia 1948 w Zurychu) – serbska fizyczka i matematyczka oraz pierwsza żona Alberta Einsteina od 1903 do 1919. Studiowała na Politechnice Federalnej w Zurychu i była drugą kobietą która ukończyła pełny program studiów na Wydziale Matematyki i Fizyki. Marić i Einstein byli współpracownikami oraz kochankami. W 1902 roku urodziła się ich córka, Lieserl, jednak jej los jest nieznany. Później para miała jeszcze dwóch synów, Hansa Alberta i Eduarda.

## Życiorys

### Wczesne lata
Urodziła się w bogatej rodzinie w Titelu w Wojwodinie, wówczas w Austro-Węgrzech. Ojciec był oficerem Armii Austro-Węgier, wkrótce po narodzinach Milevy zakończył karierę i zdobył posadę w sądzie w Rumie, a następnie w Zagrzebiu. W 1886 roku rozpoczęła naukę w żeńskim gimnazjum w Nowym Sadzie, w 1888 roku przeniosła się do gimnazjum w Sremskiej Mitrovicy, gdzie w 1890 roku zdała maturę, otrzymawszy najlepsze w całej klasie oceny z matematyki i fizyki. W 1890 roku uczęszczała do Serbskiego Królewskiego Gimnazjum w Šabacu, po przeprowadzce do Zagrzebia uczyła się w szkole dla chłopców. Latem 1896 roku rozpoczęła studia medyczne na Uniwersytecie w Zurychu, jesienią przeniosła się na wydział matematyki i fizyki Politechniki Federalnej w Zurychu, gdzie studiowało wtedy jedynie pięć kobiet, i spotkała 17-letniego Alberta Einsteina. Po pierwszych dwóch latach sukcesów jeden semestr spędziła w Heidelbergu, skąd prowadziła korespondencję z Einsteinem, który w listach wyrażał swoją tęsknotę za ukochaną.
W 1899 roku wróciła do Zurychu, gdzie ich uczucie rozkwitło. Jej rodzice nie sprzeciwiali się związkowi; sądzili, że przez krótszą lewą nogę, wskutek urazu stawu biodrowego w okresie niemowlęcym, ich córka miała nikłe szanse na zamążpójście. Natomiast konserwatywni rodzice Einsteina nieprzychylnym okiem patrzyli na związek syna, gdyż jego wybranka była starszą od niego o 3,5 roku nie-Żydówką. Mimo obiecujących początków, latem 1900 roku Marić nie zdała egzaminów końcowych, podczas gdy Einstein uzyskał dyplom. Einstein udał się do rodzinnego Ulm, Marić pracowała w Zurychu jako asystent laboratoryjny i przygotowywała się do egzaminów poprawkowych, których po raz kolejny nie zdała. W tym czasie spotykała się z Einsteinem i zaszła w ciążę.

### Małżeństwo i rozwód
Nie będąc w związku małżeńskim, w 1902 roku w Nowym Sadzie urodziła córkę Lise i jako 27-letnia samotna matka z nieukończonymi studiami czuła się źródłem trosk dla swojej rodziny. Gdy Einstein dostał pracę w Bernie, dołączyła do niego bez dziecka i na początku 1903 roku zawarli związek małżeński. Nie jest jasne, co stało się z ich córką: została oddana do adopcji lub zachorowała na szkarlatynę i zmarła. Marić próbowała poradzić sobie z brakiem dziecka i nieukończonymi studiami. Związek rozwijał się dobrze, Einstein otrzymał podwyżkę, urodził się im syn Hans Albert Einstein. W 1909 roku Einstein został profesorem nadzwyczajnym na Uniwersytecie w Zurychu, gdy korespondował ze swoją dawną sympatią i jego stosunki z żoną uległy pogorszeniu. W 1910 roku urodził się im syn Eduard Einstein, w 1911 roku rodzina przeniosła się do Pragi, gdzie Einstein został profesorem zwyczajnym. W 1912 roku Einstein ponownie podjął pracę w Zurychu, Marić uważała, że powrót do Szwajcarii poprawi życie rodzinne. Po powrocie Einstein znalazł sobie kochankę, którą była jego kuzynka Elsa Einstein. Poważny kryzys nastąpił, gdy Einstein dzięki wsparciu Maxa Plancka przyjął posadę stałego członka Pruskiej Akademii Nauk i profesora na Uniwersytecie w Berlinie. Przełamała niechęć do wyjazdu i zamieszkała wraz z mężem w Berlinie, gdzie mieszkała kochanka męża. Einstein sporządził żonie spis zakazów, m.in. żądał od niej, aby nie odzywała się niepytana. W 1914 roku zaraz przed wybuchem I wojny światowej spakowała swoje rzeczy i wróciła z dziećmi do Zurychu. Einstein został z kochanką w Berlinie, w 1916 roku zażądał rozwodu, a gdy wiadomość dotarła do Szwajcarii, Marić rozchorowała się. Dziećmi opiekowała się jej młodsza siostra Zorka, która przeżyła załamanie nerwowe i dwa lata spędziła w klinice psychiatrycznej. W końcu Marić zgodziła się na rozwód, rozstanie nastąpiło 14 lutego 1919 roku. Einstein miał płacić alimenty, zdeponować w banku 40 000 marek niemieckich, z których odsetki miały być do dyspozycji Marić.
Wśród licznych finansowych gwarancji zabezpieczających byt jego rodzinie znalazło się ponadto zastrzeżenie, że w razie otrzymania przez fizyka Nagrody Nobla całą sumę przekaże byłej żonie. Po zdobyciu Nagrody Nobla w dziedzinie fizyki w 1921 roku Einstein przekazał jej pieniądze, za które kupiła w Zurychu trzy nieruchomości. Ponieważ ich syn Eduard Einstein chorował na schizofrenię, resztę środków przeznaczyła na jego leczenie kliniczne. W 1922 roku jej ojciec zmarł na udar mózgu, w 1935 roku zmarła jej matka. Wskutek ustaw norymberskich z 1935 roku, zabraniających Żydom pracy akademickiej w nazistowskich Niemczech, Einstein wraz z drugą żoną uciekł do Stanów Zjednoczonych, w 1938 roku odeszła jej siostra podczas gdy starszy syn Hans Albert Einstein wraz z rodziną wyemigrował do Stanów Zjednoczonych, gdzie w pierwszych tygodniach pobytu zmarł jego najmłodszy syn Klaus Martin. Z powodu długów powstałych w wyniku leczenia Eduarda sprzedała dwa mieszkania i jednocześnie groziła jej utrata trzeciego. W tych okolicznościach zwróciła się o pomoc do Einsteina, który został właścicielem mieszkania, lecz po 8 latach niespodziewanie sprzedał je za 85 000 franków z zastrzeżeniem, że przyszły właściciel pozwoli jej pozostać w mieszkaniu. Mimo to wkrótce musiała się wyprowadzić, po tym jak jeden z jej przyjaciół odkrył, że na jej nazwisko wpłacono sumę 85 000 franków, Einstein żądał od niej zwrotu pieniędzy zagroziwszy wydziedziczeniem Eduarda.
Podczas ataku choroby Eduarda wiosną 1948 roku, Marić straciła przytomność. Zmarła w szpitalu 4 sierpnia 1948 roku, została pochowana na cmentarzu w Zurychu.

## Domniemany wkład do publikacji naukowych Einsteina
Znane są twierdzenia, że Marić przyczyniła się do powstania wczesnych prac Einsteina, jednakże ponieważ zarówno stopień jej zaangażowania, jak i wkładu pozostaje nieznany z powodu braku dokumentacji, pozostaje raczej literackim niż naukowym przedmiotem rozważań biograficznych, często wynikającym z mylnego rozumienia języka niemieckiego, którego używali Einstein i Marić, i jego tłumaczeń na język angielski, bądź też obyczajów z czasów ich związku. Już w 1955 roku radziecki fizyk Abram Ioffe w nekrologu Pamięci Alberta Einsteina po śmierci Einsteina napisał, że w czasach jego stażu doktorskiego u Wilhelma Röntgena, który był członkiem redakcji czasopisma naukowego Annalen der Physik w czasach, gdy Einstein publikował tam swoje prace, widział rękopis fundamentalnej pracy o szczególnej teorii względności podpisany nazwiskiem „Einstein-Marity”, gdzie druga część była urzędową (węgierską) wersją nazwiska Marić. Świadectwo to stało się jednym z wczesnych przyczynków do późniejszych twierdzeń o współautorstwie Marić teorii Einsteina, lecz cytowanym tam artykułem Ioffego jest tłumaczenie niemieckojęzyczne nekrologu pochodzące z 1960 roku, co samo w sobie może być powodem nieporozumienia.
Pojawiały się różnorodne teorie dotyczące wkładu Marić do publikacji naukowych Einsteina. Zwolennicy tezy o jej bezgranicznym oddaniu dla Einsteina twierdzą, że Marić wraz z Einsteinem zdecydowała, by wspólne prace opublikować tylko pod jego nazwiskiem, ponieważ chciała, by jej mąż zdobył uznanie w środowisku naukowym i znalazł pracę, co pozwoliłoby im się pobrać. Zwolennicy feminizmu wskazują, że taka przypuszczalna decyzja Marić mogła być skutkiem negatywnego stosunku do pracy naukowej kobiet w środowisku naukowym Europy przełomu XIX i XX wieku; co za tym idzie – para miała pracować razem przez piętnaście lat i publikować wyłącznie pod nazwiskiem Einsteina. Szczególnie znamienne bywają daleko idące interpretacje materiałów historycznych, w tym wyrwanych z kontekstu zdań z korespondencji Marić z Einsteinem, i niedopowiedzeń. W jednej ze starszych biografii można przeczytać, że jej młodszy brat Miloš Marić miał wspomnieć, iż w czasie jednego ze spotkań Einstein przyznał, że potrzebuje Marić, ponieważ rozwiązuje ona problemy matematyczne, które napotykają w swoich badaniach. Pewne hipotezy współpracy naukowej między Marić i Einsteinem opierają się na tym, że w 1905 roku powiedziała swojemu ojcu: „Przed wyjazdem ukończyliśmy ważną pracę naukową, która przyniesie mojemu mężowi sławę” oraz że w jej korespondencji z Einsteinem można znaleźć nawiązania co do wspólnego charakteru badań; na przykład w 1901 r. Einstein pisał do Marić: „Jakże szczęśliwy i dumny będę, gdy doprowadzimy naszą wspólną pracę nad ruchem względnym do zwycięskiego końca”.